# Boulevard of Broken Dreams
Boulevard of Broken Dreams – ballada rockowa, będąca drugim singlem z płyty American Idiot punk rockowego amerykańskiego zespołu Green Day. Tekst piosenki mówi w domyśle o samotności w wielkim mieście. Utwór otrzymał Nagrodę Grammy za rok 2005 w kategorii „Najlepszy Utwór Rockowy”.
Utwór „Holiday” i „Boulevard of Broken Dreams” są zestawione na zasadzie kontrastu. „Holiday” jest piosenką niezwykle dynamiczną, w przeciwieństwie do tej drugiej. W jednym z wywiadów zespół stwierdził, że „Boulevard of Broken Dreams” jest jak kac po imprezie przedstawionej w poprzedniej piosence.

## Pozycje na listach
| Chart (2005)                           | Peak Position |
| -------------------------------------- | ------------- |
| U.S. Billboard Hot 100                 | 2             |
| U.S. Billboard Pop 100                 | 1             |
| U.S. Billboard Mainstream Rock Tracks  | 1             |
| U.S. Billboard Modern Rock Tracks      | 1             |
| U.S. Billboard Hot Adult Top 40 Tracks | 1             |
| Australia                              | 5             |
| Austria                                | 8             |
| Kanada                                 | 1             |
| Dania                                  | 8             |
| Francja                                | 19            |
| Niemcy                                 | 13            |
| Irlandia                               | 2             |
| Holandia                               | 34            |
| Meksyk                                 | 1             |
| Nowa Zelandia                          | 5             |
| Norwegia                               | 4             |
| Szwecja                                | 2             |
| Szwajcaria                             | 12            |
| Wielka Brytania                        | 5             |
| Europa                                 | 4             |